# Harpiliopsis spinigera
Harpiliopsis spinigera är en kräftdjursart som först beskrevs av Ortmann 1890.  Harpiliopsis spinigera ingår i släktet Harpiliopsis och familjen Palaemonidae. Inga underarter finns listade i Catalogue of Life.